# Herre, signe du och råde
Herre, signe du och råde (även känd som Du som fromma hjärtan vårdar, Hör hur tempelsången stiger och Dagar komma, dagar flykta) är en psalm ursprungligen skriven av Jesper Swedberg 1694, som utökades med sex verser av Johan Olof Wallin 1816.

## Historik
I 1695 års psalmbok utgjorde Swedbergs vers "Herre, signe du och råde" den sista psalmen (nummer 413 under rubriken "Om thet ewiga Lifwet"). Även i 1819 års psalmbok och 1937 års psalmbok stod psalmen sist (som nr 500 resp 600), men då hade Johan Olof Wallin lagt till ytterligare sex verser, så därmed fick den titeln "Du som fromma hjärtan vårdar" med Swedbergs sista vers som ståvers. 
I Den svenska psalmboken 1986 ströks de två första verserna och psalmen gavs inledningen "Hör hur tempelsången stiger" som psalm nr 77 i den ekumeniska delen av psalmböckerna 1986 års Cecilia-psalmbok, Psalmer och Sånger 1987, Segertoner 1988 och Frälsningsarméns sångbok 1990.
De tre sista verserna är de mest sjungna och har ofta tagits in i olika sångböcker som självständig psalm. I Sionstoner 1935 är det den sista psalmen, nummer 800, och i Lova Herren 1988 den näst sista, nummer 799.
Särskilt sjungen är Jesper Svedbergs vers, "Herre, signe du och råde", som dels var självständig psalm i 124 år, dels ofta fick avsluta folkskolans arbetsdagar i minst ett sekel till.
Med ursprunglig stavning löd versen 1695:
Herre signe tu och råde
Och beware nu oss wäl
Herre titt Ansicht i nåde
Lyse altijd för wår siäl!
Herre Gudh titt Ansicht wänd
Och tin frijd oss allom sänd!
O Gudh Fader, Son och Ande
Tigh ske prijs i allo lande!
Melodi i psalmboken av Johann Schop ur Himmlischer Lieder från 1642 (F-dur, 2/2, samma som till Gud, i mina unga dagar och mest känd som melodin för just "Herre, signe du och råde".) Redan i 1697 års koralbok anges att melodin är densamma som för psalmerna Giv, o Jesus, fröjd och lycka (nr 139), Helge Ande, hjärtats nöje (nr 184), Ack, vi ästu dock så blinder (nr 278), Ljus av ljus, o Morgonstjärna (nr 356), Öpna tigh min munn och tunga (nr 376), Var nu redo, själ och tunga (nr 377). Det tyska originalets titel är Werde Munter

## Publicerad i
- 1695 års psalmbok som nr 413 under rubriken "Om thet ewiga Lifwet"
- 1819 års psalmbok som nr 500 med titelrad "Du som fromma hjärtan vårdar" under rubriken "Slutpsalm".
- Stockholms söndagsskolförenings sångbok 1882 som nr 110 vers 7 under rubriken "Psalmer".
- Svenska Missionsförbundets sångbok 1894 som nr 699 "Slutsånger" med endast Svedbergs vers "Herren signe du och råde".
- Sionstoner 1889 som nr 550 verserna 5-7 av originalet under rubriken "Salig evighet".
- Musik till Frälsningsarméns sångbok 1907 som nr 164
- Svensk söndagsskolsångbok 1908 som nr 345 under rubriken "Avslutningssånger"
- Lilla Psalmisten 1909 som nr 250 under rubriken "Avslutningssånger".
- Svenska Missionsförbundets sångbok 1920 som nr 777 under rubriken "Slutsånger."
- Svensk söndagsskolsångbok 1929 som nr 267 under rubriken "Naturen och årstiderna".
- Frälsningsarméns sångbok 1929 som nr 583 under rubriken "Begynnelse och avslutningssånger"
- Segertoner 1930 som nr 450 "Avslutningssånger".[1]
- Sionstoner 1935 som nr 800 under rubriken "Avslutning och avsked"
- 1937 års psalmbok som nr 600 med titelrad "Du som fromma hjärtan vårdar" under rubriken "Slutpsalm".
- Psalmer för bruk vid krigsmakten 1961 som nr 600 verserna 5-7.
- Frälsningsarméns sångbok 1968 som nr 711 under rubriken "Begynnelse Och Avslutning"
- Den svenska psalmboken 1986 som nr 77 med titeln "Hör hur tempelsången stiger" under rubriken "Helg och gudstjänst".
- Lova Herren 1988 som nr 799 3 verser under rubriken "Avslutning".
- Svensk psalmbok för den evangelisk-lutherska kyrkan i Finland 1986 nr 316 med titelraden "Gud, välsigna och bevara" under rubriken "Bön och förbön"